# Суханов, Герман Константинович
Герман Константинович Суханов (10 сентября 1910 — 23 августа 1996) — начальник сектора № 1 Московского института Гидроэнергопроект и главный инженер проекта Ангарского каскада ГЭС, Герой Социалистического Труда, лауреат Ленинской премии. 

## Биография
Родился в селе Лысково Нижегородской области в семье землемера. В 1935 г. окончил МИСИ по специальности инженер-гидротехник-строитель, и начал работать в Гидроэнергопроекте, вначале рядовым инженером-проектировщиком, затем дослужился до главного инженера проектов Иркутской и Братской ГЭС. С 1962 г. работал в Гидропроекте, присоединившем Гидроэнергопроект, главным инженером проекта Усть-Илимской ГЭС, с 1966 г. — заместителем главного инженера Гидропроекта. По программе сотрудничества советских и иностранных гидростроителей консультировал проектирование и строительство гидроэнергетических объектов в Болгарии, Югославии, Мали, Японии и Канаде. С 1968 г. по 1981 г. — профессор кафедры гидротехнических сооружений МГМИ, где читал курс гидротехнических сооружений студентам старших курсов строительного факультета, руководил курсовым и дипломным проектированием.
Умер в Москве 23 августа 1996 года, похоронен на Введенском кладбище.

## Награды
- Герой Социалистического Труда (1966)
- Два ордена Ленина
- Лауреат Ленинской премии (1968) [1].